# Un día de boda
Un día de boda es una película de comedia dramática satírica estadounidense de 1978 dirigida por Robert Altman, con un elenco que incluye a Desi Arnaz Jr., Carol Burnett, Paul Dooley, Vittorio Gassman, Mia Farrow, Lillian Gish, Geraldine Chaplin, Howard Duff, Nina Van Pallandt, Amy Stryker y Pat McCormick. La historia se cuenta en el estilo típico de Altman, con múltiples tramas y diálogos humorísticos superpuestos.
La trama se desarrolla en un solo día durante una lujosa boda que fusiona a una familia sureña de nuevos ricos con una familia rica y establecida de Chicago que tiene probablemente vínculos con el crimen organizado.

## Trama
Dino Corelli se casa con Muffin Brenner y la recepción tiene lugar en la mansión Corelli. La matriarca Nettie Sloan, madre de la madre de Dino, Regina Sloan Corelli, está postrada en cama y está siendo atendida por el dubioso Dr. Jules Meecham. Mientras habla con la organizadora de bodas Rita Billingsley, Nettie muere repentinamente. Meecham informa al padre de Dino, Luigi Corelli, pero Luigi no puede decírselo a su esposa Regina porque ella es mentalmente inestable. El cadáver de Nettie permanece en la cama durante toda la recepción, mientras varios asistentes visitan su habitación sin darse cuenta de que está muerta. Cuando la mandona hija Toni se entera y planea un anuncio dramático, los demás miembros de la familia no se sorprenden o ni siquiera se molestan demasiado.
Los Brenner son una familia de nuevos ricos de Louisville, Kentucky, donde el padre de Muffin, "Snooks", ganó millones en la industria del transporte por carretera. Los Corelli son una antigua familia adinerada de North Shore Chicago. Debido a los rumores de que Luigi tiene conexiones con la mafia, prácticamente todos los invitados se disculparon por no asistir a la ceremonia. Solo asiste un invitado que no sea miembro de la familia. Sin embargo, Rita está decidida a llevar a cabo la recepción según las reglas, organizando una fila de recepción para un invitado y pidiendo a los familiares y al personal que sigan la fila para que no parezca vacía.
Ocurren una serie de desastres, incluida la exhibición de un vergonzoso retrato desnudo de la novia; la proveedora de cáterin Ingrid Hellstrom se enferma, luego se droga y causa disturbios después de que Meecham le da una pastilla; y se levanta un tornado cuando hay que cortar el pastel, lo que obliga a todos a buscar refugio en el sótano. Dos invitados llegan tarde: los descontentos ex del novio y la novia, Tracy Farrell y Wilson Briggs, quienes se unen por su enojo compartido.
Se desarrolla un desagradable drama familiar. Regina es una drogadicta. Nettie arregló su matrimonio después de que Luigi conoció a Regina mientras trabajaba como camarero en Italia. Luigi se vio obligado a cambiar su nombre y estar alejado de su familia italiana durante 22 años. Su hermano de habla italiana aparece inesperadamente, y cuando Meecham le recuerda a Luigi que Nettie está muerta y ya no puede imponer las condiciones del matrimonio, Luigi se emociona al ver a su hermano perdido hace mucho tiempo. La hermana de Regina, Clarice, tiene un romance con su mayordomo afroamericano, Randolph; su otra hermana, Toni, está casada con Mack Goddard, quien se enamora a primera vista de Tulip Brenner, madre de la novia, e intenta cortejarla.
Snooks tiene un vínculo casi incestuoso con su hija casi muda Buffy, la dama de honor, que habla en la recepción sólo una vez, para decirle a Dino que está embarazada y que él es el padre. Como no quiere ser eclipsada por la novia, Buffy se desnuda frente al retrato desnudo de Muffin. Dino le cuenta a Wilson sobre el embarazo de Buffy; Wilson se lo cuenta a Tracy, quien, vengativamente, difunde la noticia. Snooks se enfrenta a Dino, quien admite haberse acostado con Buffy, pero dice que ella también se acostó con casi todos los miembros de su cuartel de la escuela militar. La hermana de Snooks de Nueva Jersey, Marge Spar, comienza a tener un romance con el jardinero de los Corelli, mientras que la dama de honor Rosie Bean no sabe que su tímida amiga Shelby Munker está teniendo una aventura con su marido Russell.
Muffin y Dino se preparan para partir de luna de miel en un auto nuevo, el regalo de bodas de los Corelli. Muffin se pone nerviosa cuando Rita le hace un gesto inesperado. Luego encuentra a Dino en la ducha con su padrino de boda, Reedley Roots, aparentemente involucrado en un encuentro sexual gay. En realidad, Dino se ha desmayado borracho y Reedly simplemente lo mantiene erguido mientras intenta que recupere la sobriedad. Se ve el coche de los recién casados alejándose y las familias suponen que Dino y Muffin se fueron sin despedirse. Snooks lleva a su familia de regreso al hotel. Ven el auto de Dino destrozado y en llamas, y regresan corriendo a la mansión para compartir la terrible noticia. Las familias están de luto cuando Muffin y Dino aparecen desde arriba, sin haber salido nunca debido al desmayo de Dino. Cuando Luigi recuerda que las llaves del auto fueron vistas por última vez en posesión de Wilson, queda claro que Wilson (presumiblemente acompañado por Tracy, ya que no se la encuentra por ningún lado), en busca de venganza, robó el auto y murió en el accidente. Tulip declara en privado que el incidente fue cuando Dios la castigó por pensamientos pecaminosos de tener una aventura con Mack.
Luigi presenta sus respetos a Nettie. Él le dice a su cadáver que cumplió su trato durante 22 años y que nadie sabe quién es realmente. Ahora se despedirá. Encuentra a su hermano entre los arbustos, haciendo el amor con Buffy. Luigi y su hermano se alejan felices mientras Buffy, medio desnuda, se despide moviendo la mano. 

## Elenco
- Desi Arnaz Jr. como Dino Sloan Corelli
- Carol Burnett como Katherine "Tulip" Brenner
- Geraldine Chaplin como Rita Billingsley
- Howard Duff como Dr. Jules Meecham
- Mia Farrow como Elizabeth "Buffy" Brenner
- Vittorio Gassman como Luigi Corelli
- Lillian Gish como Nettie Sloan
- Nina Van Pallandt como Regina Sloan Corelli
- John Cromwell como Bishop Martin
- Paul Dooley como Liam "Snooks" Brenner
- Peggy Ann Garner como Candice Ruteledge
- Amy Stryker como Muffin Brenner
- Dennis Christopher como Hughie Brenner
- Gerald Busby como Rev. David Ruteledge
- Mark Deming como Matthew Ruteledge
- Lesley Rogers como Rosie Bean
- Tim Thomerson como Russell Bean
- Marta Heflin como Shelby Munker
- Mary Seibel como Aunt Marge Spar
- Margaret Ladd como Ruby Spar
- Belita Moreno como Daphne Corelli
- Luigi (Gigi) Proietti como Dino Corelli I (brother of Luigi)
- Virginia Vestoff como Clarice Sloan
- Dina Merrill como Antoinette "Toni" Sloan Goddard
- Pat McCormick como Mackenzie "Mack" Goddard
- Ruth Nelson como Aunt Beatrice Sloan Cory
- Ann Ryerson como Victoria Cory
- Cedric Scott como Randolph
- Craig Richard Nelson como Capt. Reedley Roots
- Jeff Perry como Bunky LeMay
- Beverly Ross como Nurse Janet Schulman
- Viveca Lindfors como Ingrid Hellstrom
- Lauren Hutton como Florence Farmer
- Allan F. Nicholls como Jake Jacobs
- John Considine como Jeff Kuykendall
- Dennis Franz como Koons
- Pam Dawber como Tracy Farrell
- Gavan O'Herlihy como Wilson Briggs
- Robert Fortier como Jim Habor
- Bert Remsen como William Williamson

Varios actores que luego tuvieron notables carreras cinematográficas o televisivas aparecieron como extras, entre ellos John Malkovich,  Gary Sinise , Laurie Metcalf , Dennis Franz,  Alan Wilder,  y George Wendt. 

## Producción
Durante el rodaje de 3 Women, Altman concedió una entrevista a una periodista y, con resaca y sufriendo por el calor del día, cuando ella le preguntó qué tipo de película haría a continuación, respondió que filmaría una boda. Lo que pretendía ser una respuesta frívola fue, retrospectivamente, una idea que valía la pena seguir. A Altman le hubiera gustado hacer otra película con partes del elenco de 3 Women y desarrolló la idea del enfrentamiento de dos familias desconocidas, cada una con sus secretos, debilidades y pasiones, con el motivo de una boda. Sin embargo, como Sissy Spacek, Shelley Duvall y Ben Gazzara, a quienes le hubiera gustado ver en los papeles principales, no estaban disponibles, eligió un elenco de distinguidos actores de carácter, sobre todo la estrella del cine mudo Lillian Gish y Carol Burnett, quien era muy popular en ese momento con su propio programa de televisión. Fue la película número 100 en la que apareció Lillian Gish. 
A Altman se le ocurrió el marco de una historia y, con sus escritores John Considine, Allan Nicholls y Pat Resnick, quienes también tuvieron pequeños papeles en la película, desarrollaron los personajes individuales y sus antecedentes. Muchos de los diálogos sólo se crearon durante el rodaje y se animó a los actores a improvisar, Altman aprovechó el espíritu competitivo entre ellos ofreciéndoles la oportunidad de ganar más presencia en la pantalla que los demás a través de la espontaneidad en su actuación. 
La película se rodó en Lake Bluff, cerca del lago Míchigan, en una propiedad de la década de 1930. En el estudio sólo hubo que construir el restaurante subterráneo de Luigi. Los vestidos y los accesorios, como los regalos de boda, se compraron en tiendas habituales de artículos para bodas. 
El papel del obispo Martin fue la última aparición cinematográfica del actor y director John Cromwell, quien murió el 26 de septiembre de 1979, a los 91 años  La esposa de Cromwell durante 33 años, Ruth Nelson, apareció como la tía Beatrice Sloan Cory.

## Análisis

### La boda como punto focal de interacción social
Las bodas siempre han sido motivos populares en la literatura y el cine para representar diferentes clases sociales y su comportamiento mutuo con motivo de un evento destacado. Películas como The Idle Class de Charles Chaplin, La regla del juego de Jean Renoir, Cousin, cousine de Jean-Charles Tacchella y Cuatro bodas y un funeral de Mike Newell hicieron suya esta posibilidad. 
Altman describió su perspectiva sobre la dinámica psicológica de las ceremonias nupciales: “Es difícil fingir cuando no sabes lo que se espera de ti. (…). Todos quieren mostrar su mejor cara. (…) Todos se entusiasman con la trascendencia del evento (…), luego toman unas copas (…) y con el tiempo se aburren. La alegría y la alegría colapsan y algunas cosas más salen a la luz”. Sus personajes actúan según patrones sociopsicológicos, como los describe Erving Goffman: Intentan desempeñar un determinado papel social, pero ajustan continuamente su interacción con los demás de acuerdo con lo que requieren la situación respectiva y su respectivo compañero de interacción. 
Un día de boda extrae su potencial humortístico de las diferentes actitudes y valores de dos familias ricas: los Sloan/Corelli son una nobleza adinerada del Medio Oeste desde hace mucho tiempo, los Brenner son nuevos ricos sureños. Pero no sólo los dos clanes familiares chocan debido a prejuicios mutuos, sino que también se hacen evidentes las grietas entre las generaciones: mientras la generación mayor, desilusionada, se entrega a vicios como el alcohol y las drogas, la generación más joven, con su abierta promiscuidad, resulta peligrosa para la preservación de las estructuras familiares. Altman aborda los tabúes, las represiones y el comportamiento compulsivo y adictivo de sus protagonistas y explora hasta qué punto los personajes, sujetos a limitaciones sociales, son capaces de romper con sus roles. 
Además de las tensiones que surgen por el dinero o por mantener las apariencias, también resuenan los prejuicios racistas en toda la fiesta nupcial: a Luigi, el camarero italiano que una vez embarazó a Regina, se le permitió unirse a la familia Sloane, pero se le negó el acceso a su familia en Italia. El sirviente afroamericano de la familia Sloan parece estar teniendo una aventura con una de las hijas de Nettie; un hecho bochornoso para la familia que deberá mantenerse en secreto durante la celebración. En última instancia, Altman también condena al espectador de sentimientos racistas latentes:  cuando el espectador se entera de que no fueron los novios los que murieron en el accidente de tráfico, sino los antipáticos amigos, se siente tan feliz como los aliviados invitados a la boda;  un efecto planeado por Altman: “Así que señalo con el dedo al público y digo: ¡Sois tan racistas como esos!” 
Cuando se le preguntó si trataba a sus protagonistas de manera demasiado estricta o incluso con desprecio, Altman respondió que en realidad le gustaban mucho los personajes; su familia paterna era muy similar a la de los Sloane y su abuela materna era tan matriarcal como Nettie. 

### Humorismo
La elementos humorísticos surgen de acontecimientos absurdos e irritantes como la muerte de la abuela, que hay que mantener en secreto a toda costa. Las distintas reacciones de los invitados a la fiesta al enterarse van desde la desesperación por parte de la enfermera, el laconismo por parte del médico de familia y el enfado por parte del yerno, hasta la profunda irritación por parte de la hija cuando descubre por primera vez que Nettie está muerta, solo para poco después escuchar a su hermana decir que acababa de estar con ella y que estaba muy bien. 
Además de estos matices cómicos tan finamente interpretados, la película no rehúye la comedia física, que recuerda al autor Thomas Kein a la serie de televisión Los Simpson, que, sin embargo, sólo se estrenó once años después de la película de Altman.  Cuando un amigo de la universidad arrastra al novio borracho a la ducha para que recupere la sobriedad, la novia llega y comienza a dudar de si su marido recién casado no es gay después de todo.  Además de algunos efectos que algunos críticos consideran planos, como los tirantes de la novia, que ella revela al decir "sí, quiero" o el obispo miope que acaba en el lecho de muerte de Nettie mientras busca un retrete,  También hay escenas conmovedoramente divertidas, como cuando la madre de la novia se encuentra con su obeso admirador en el jardín, o cuando Luigi le pide a su difunta suegra que lo libere finalmente de su determinación externa. 

### Medios cinematográficos

#### Geometría de la fachada y destrucción.
Al comienzo de la película, Altman pone en escena tanto la ceremonia nupcial como los preparativos de la boda en un cross-cutting con música festiva de fanfarria en imágenes estrictamente geométricas. Tanto la cursi iglesia neogótica como la propiedad de los Sloan se representan en estricta simetría como expresión de la fachada familiar que se mantuvo inicialmente. A medida que avanza la trama, esta simetría de imágenes se rompe, de forma análoga al colapso de la bella apariencia de la fiesta nupcial, para volver a unirse engañosamente al final: la paz familiar aparentemente se restablece cuando queda claro que los novios no han muerto. 

#### Distancia y aproximación
Altman filma de forma casi documental, como si fuera un reportero social en la fiesta, seleccionando con una cámara oculta las parejas que le parecen más prometedoras en cuanto a los secretos bien guardados detrás de la fachada, y crea la distancia necesaria utilizando distancias focales más grandes, que muestran a las personas enfocadas en el fondo, mientras que las personas en primer plano se mueven desenfocadas a través de la imagen. Altman logra entonces acercarse a los personajes mediante el uso del zoom, con el que sitúa los rostros en el foco del espectador en momentos emotivos. 

#### Sonido y música
El tono es, como suele ser el caso de Altman, realista. En el contexto polifónico del murmullo de voces de los invitados a la boda, Altman también utiliza una de sus señas de identidad: los diálogos superpuestos.
La música de la película se utiliza de manera irónica hasta cínica: además de las fanfarrias nupciales, después de un corte desde la abuela muerta hasta el baile nupcial, se puede escuchar la canción You make me feel so young; la canción de Leonard Cohen Bird On A Wire, cantada por un invitado a la boda, simboliza el -vano- deseo de libertad. 

## Recepción
En Rotten Tomatoes, la película tiene un índice de aprobación del 69%, basado en 13 reseñas, con una calificación promedio de 6,4/10. 
La mayoría de los críticos reaccionaron con decepción ante la. La obra maestra ampliamente aclamada de Altman, Nashville, todavía estaba demasiado fresca en la mente para que la película no tuviera que compararse con este hito en la obra de Altman. Variety criticó la falta de alma y el humor incongruente de la película: "Si Nashville es el mejor cine conjunto - y lo es - entonces Un día de boda es el otro extremo. El estilo inestable y aparentemente desestructurado de Altman resulta contraproducente en esta comedia dramática. (…) A diferencia de Nashville, a esta película le falta corazón. (…) Los personajes, aparte de Lillian Gish como la anciana y rica cabeza de familia y Mia Farrow como la tranquila hermana de la novia, son poco interesantes y antipáticos. (…) La idea del humor que tiene Altman resulta infantil y anticuada. John Cromwell interpreta a un obispo senil (…) que es demasiado miope para darse cuenta de que en un momento de la película está hablando con un cadáver. Esto no es una sátira astuta.” 
Time Out elogia la película por “algunos momentos maravillosos a lo largo de la (…) narrativa caleidoscópica”, pero “el intento de Altman de replicar la fórmula mágica de Nashville. (…)” tiene “algunos puntos débiles debido al guion, lamentablemente a menudo poco imaginativo”. 
Craig Butler critica la “falta de cohesión narrativa, sin la cual Un día de boda parece una simple serie de estudios de personajes”, “aunque algunos de ellos son tremendamente entretenidos. Hay suficientes marcas registradas de Altman por descubrir en imagen y sonido para mantener a los estudiantes de cine interesados, (...) pero al final es suficiente para que Un día de boda transcurre bastante bien durante una hora más o menos, pero pierde impulso yaantes del clímax decepcionante.” 
Roger Ebert le dio a Un día de boda tres y media de cuatro estrellas, escribiendo: "Comienza en la comedia, avanza hacia el ámbito de la observación social, desciende a revelaciones personales que a veces son trágicas, a veces cómicas, y luego termina en una manera que vuelve todo sobre sí mismo. Cuanto más piensas en lo que Altman ha hecho, más impresionante se vuelve su logro". 
Gene Siskel le dio una estrella y media de cuatro, escribiendo: "Altman nos maltrata hasta el último detalle. Parece que no le importa ninguna de las personas involucradas aquí. Crea hombres y mujeres de paja pomposos y luego los ridiculiza. Es una película particularmente mezquina que probablemente no agradará a nadie". 
Charles Champlin del Los Angeles Times escribió: "Altman en Un día de boda, a pesar de su indiferenciado deporte con los sectores altos de la clase media, sigue siendo más un satírico entretenido que un regaño enojado. Aún así, todos hemos recorrido un largo camino desde Padre de La Novia y Un día de boda es una obra original y divertida". 
Jack Kroll de Newsweek la llamó "una de las mejores películas de Altman, una de sus visiones más divertidas y a la vez más oscuras de una América loca y contradictoria". 
Gary Arnold de The Washington Post escribió: "Musical y pictóricamente, Altman no puede ocultar su condescendencia. Ha inventado una fiesta de bodas, aparentemente una falta de alianza entre la vieja pero empañada aristocracia del Medio Oeste y la nueva y tosca riqueza del Sur, pero eso parece inspirarlo a nada más que chistes rancios y un desprecio complaciente". 
Pauline Kael de The New Yorker escribió: "No hay forma de entrar en la película; es como una bolsa de canicas rota: la gente corre en todas direcciones a la vez". 

## Premios y nominaciones
Burnett ganó el Premio a la Mejor Actriz en el Festival Internacional de Cine de San Sebastián, el equivalente español del Festival de Cine de Cannes de Francia. 
Burnett ganó el premio People's Choice Award a la artista femenina de cine y televisión favorita. 
Burnett fue nominada al Globo de Oro a la Mejor Actriz de Reparto en una Película. 

## Ópera
Un día de boda es una ópera cómica de 2004 basada en la película de Altman, compuesta por William Bolcom, con libreto escrito por Robert Altman y Arnold Weinstein.     